# Stora Skedvi tingslag
Stora Skedvi tingslag (tidigare Skedvi tingslag) var ett tingslag i sydöstra Dalarna i Kopparbergs län. 
Tingslaget  upphörde 1 september 1907 då verksamheten överfördes till Hedemora tingslag. 
Tingslaget hörde före 1780 till Österdalarnas domsaga, mellan 1780 och 1798 till Kopparbergslagens domsaga, mellan 1798 och 1858 till Kopparbergslagen och Näsgårds läns domsaga och från 1858 till Hedemora domsaga.

## Socknar
Tingslaget omfattade följande socknar: 
- Stora Skedvi socken